# Pax
Pax je peti studijski album slovenske death metal skupine Noctiferia, izdan 5. decembra 2014.

## Seznam pesmi
Vse pesmi je napisala skupina Noctiferia.
1. »Pax« – 1:59
2. »Sleeper Is Awake« – 3:40
3. »Gaga People« – 3:10
4. »Cellulite of This World« – 3:45
5. »The Falsifier« – 3:26
6. »Su Maha Ghora« – 5:09
7. »Rudra the Roarer« – 3:55
8. »I Am You« – 3:55
9. »Wetiko« – 3:36
10. »Barai« – 5:02

## Zasedba

### Noctiferia
- Gianni Poposki — vokal, tolkala
- Igor Nardin — kitara, klaviature, programiranje
- Uroš Lipovec — bas kitara
- Matthias Gergeta — bobni, tolkala
- Roman Fileš — kitara
- Dame Tomoski — klaviature, programiranje

### Ostali
- Johan Örnborg in Jens Bogren — mastering